# 1826
Cette page concerne l'année 1826 (MDCCCXXVI en chiffres romains) du calendrier grégorien.
L'année 1826 est une année commune qui commence un dimanche.

## Événements

### Afrique
- 15 avril, Madagascar : le roi du Boina Andriantsoli, à nouveau battu par Radama Ier, se retire à Mayotte[1]. Il se réfugie à Zanzibar de 1826 à 1828 tandis que sa sœur Oantitsi est proclamée reine de Boina par les chefs sakalaves[2].
- Juin, Soudan : Ali Khurshid Agha prend ses fonctions de gouverneur de la province de Sennar[3]. Le pacha d’Égypte Méhémet Ali érige Khartoum (la Trompe d’éléphant) en capitale et organise les provinces soudanaises. Il poursuit sa politique d’expansion vers le Sud commencée en 1821 avec la prise de Dongola.
- 7 août : les Britanniques infligent une défaite militaire aux Ashanti à Doudoua (Dodowa)[4]. Ils ne sont plus tenus de leur verser tribut pour être autorisés à commercer. Ils confortent leur présence en Gold Coast aux dépens de l’État Ashanti, en mettant à profit la lutte qui oppose depuis vingt ans Ashanti et Fanti.
- 13 août : venu de Tripoli (1822), le major britannique Gordon Laing atteint Tombouctou, mais est assassiné à Araouane, sur le chemin du retour, par ses guides arabes, le 24 septembre[5].

- Amadou Cheikhou du Macina s’empare de Tombouctou et y place une garnison (fin en 1844)[6].

### Amérique
- 3 janvier : le général Antonio José de Sucre devient président de la nouvelle république de Bolivie[7].
- 8 janvier : traité de commerce entre la France et le Brésil[8].
- 24 janvier : traité de Washington sur les terres des Creeks, qui cèdent une partie de leurs terres au gouvernement fédéral[9].
- 7 février : Bernardino Rivadavia est élu président des Provinces-Unies du Rio de la Plata[10].
- 26 avril : traité d’amitié entre les États-Unis et le Danemark qui établit une série d’accords concernant le commerce et la navigation[11].
- 30 avril : au Venezuela, José Antonio Páez se soulève contre le gouvernement de Bogota[12].
- 18 mai : Simón Bolívar donne une Constitution « monocratique » à la Bolivie, qui inquiète les élites péruviennes. Elle est adoptée le 6 novembre par une assemblée nationale réunie à Sucre[13].
- 11 juin : combat de los Pozos[14].
- 22 juin - 15 juillet : échec du Congrès de Panama. Son promoteur, Simón Bolívar, souhaitait la création d’une Assemblée fédérale pour la politique extérieure et la défense. Les délégués (Mexique, Amérique centrale, Pérou, Grande Colombie) ne le suivent pas[15].

- 23 novembre : traité britannico-brésilien. Le Brésil s’engage à abolir le trafic des esclaves dans les trois ans, mais les importations clandestines restent élevées[16].

- 24 décembre : la constitution unitaire argentine est promulguée ; elle rencontre une vive opposition des provinces et la guerre civile reprend[10].

### Asie et Pacifique
- 10 février : Nasrallah (ou Nasrullah) prend Boukhara. Il fait assassiner son compétiteur Umar et devient khan de Boukhara (fin en 1860)[17]. Il passe pour un tyran sanguinaire.
- 24 février : le traité de Yandabo met fin à la première guerre anglo-birmane[18]. Les Birmans, vaincus par les Britanniques, cèdent les provinces d’Assam, d’Arakan et de Tenasserim, reconnaissent l’indépendance de Manipur, acceptent un traité commercial et la présence d’un résident britannique dans leur capitale, Ava.
  - L’annexion de l’Assam par les Britanniques aggrave les tensions frontalières avec le Bhoutan[19].
  - La production de riz et de bois d’œuvre prospère dans les zones sous contrôle britannique, tandis que la stabilité politique relative amène une croissance massive de la population.
- Été : révolte des Turcs du Tarim conduits par le prince Jahangir Khoja (en) ; il envahit le Xinjiang avec une armée de Kirghiz et de Khoqandis, prend Kachgar, puis Yengisar, Yarkand, Khotan et Aqsu et en chasse les garnisons chinoises[20].

- 1er mai : le docteur allemand Siebold obtient l’autorisation de se présenter devant le shogun du Japon[21].
- 14 - 15 juin : massacre des janissaires révoltés à Istanbul. Le sultan ottoman Mahmoud II supprime le corps des janissaires au prix d’une bataille sanglante[22]. Il abandonne le palais de Topkapı et son Harem, impose le costume européen et le port du Fez, se dote de ministres à l’occidentale et envoie des ambassadeurs aux Puissances.
- 20 juin : traité britannico-siamois d'amitié et de commerce[23]. Les sultanats de Selangor et Perak, situés sur la rive occidentale de la péninsule malaise, se voient reconnaître leur indépendance. En échange, Perak cède aux Britanniques l’île de Pangkor et l’archipel de Sembilan, qui leur permettront de lutter contre la piraterie. Le Siam obtient le contrôle de Kedah. Le Royaume-Uni reçoit divers droits et privilèges qui contribueront à accroître son influence dans l’ensemble du Siam au cours du siècle.

- 28 juillet : reprise des hostilités entre les Perses et les Russes. La Perse qui proteste contre le traitement des sujets musulmans du tsar et l’occupation des rives nord du lac Gokcha, envahit la Transcaucasie (Abbas Mirza)[24].
- 26 septembre : l’offensive perse d’Abbas Mirza en Transcaucasie est stoppée par les Russes à la bataille de Gandja ; l’armée perse doit se retirer sur l’Araxe[25].

- 14 octobre : mutinerie d’une compagnie de grenadiers britanniques en Assam. Prétextant les conditions climatiques, ils refusent de marcher contre les Birmans. La cour martiale condamne à mort des officiers[26].
- Novembre : la Guerre Noire (Black War) en Tasmanie oppose les colons aux aborigènes (fin en 1832)[27].

- 20 novembre, Peshawar[28] : Sayyid Ahmad Barelwi (en) (1786-1831), créateur du mouvement des Mujahidins (Tariqat-i Muhammadiyya), un mouvement musulman rigoriste influencé par le Wahhabisme, déclenche la guerre sainte contre les Sikhs[29]. Il fonde un éphémère État théocratique dans la région de Peshawar (fin en 1831).

- Chine : les Triades de Taïwan organisent une révolte contre le gouvernement central Qing[30].
- Dost Mohammad Khan, membre d’une éminente famille afghane, s’empare de Kaboul. Il s’attribue le titre d’émir en 1835[31].

- Le royaume de Vientiane attaque le Siam. Croyant son pays menacé par la guerre britannico-birmane, le roi Anou marche sur Khorat et Bangkok où il est arrêté par les Siamois dirigés par un aventurier français, le général Bodin (Bodindecha (de))[32].

### Europe
- 5 janvier, Guerre d'indépendance grecque : début du quatrième siège de Missolonghi[33].

- 6 mars - 14 avril : élections générales au Royaume-Uni[34].

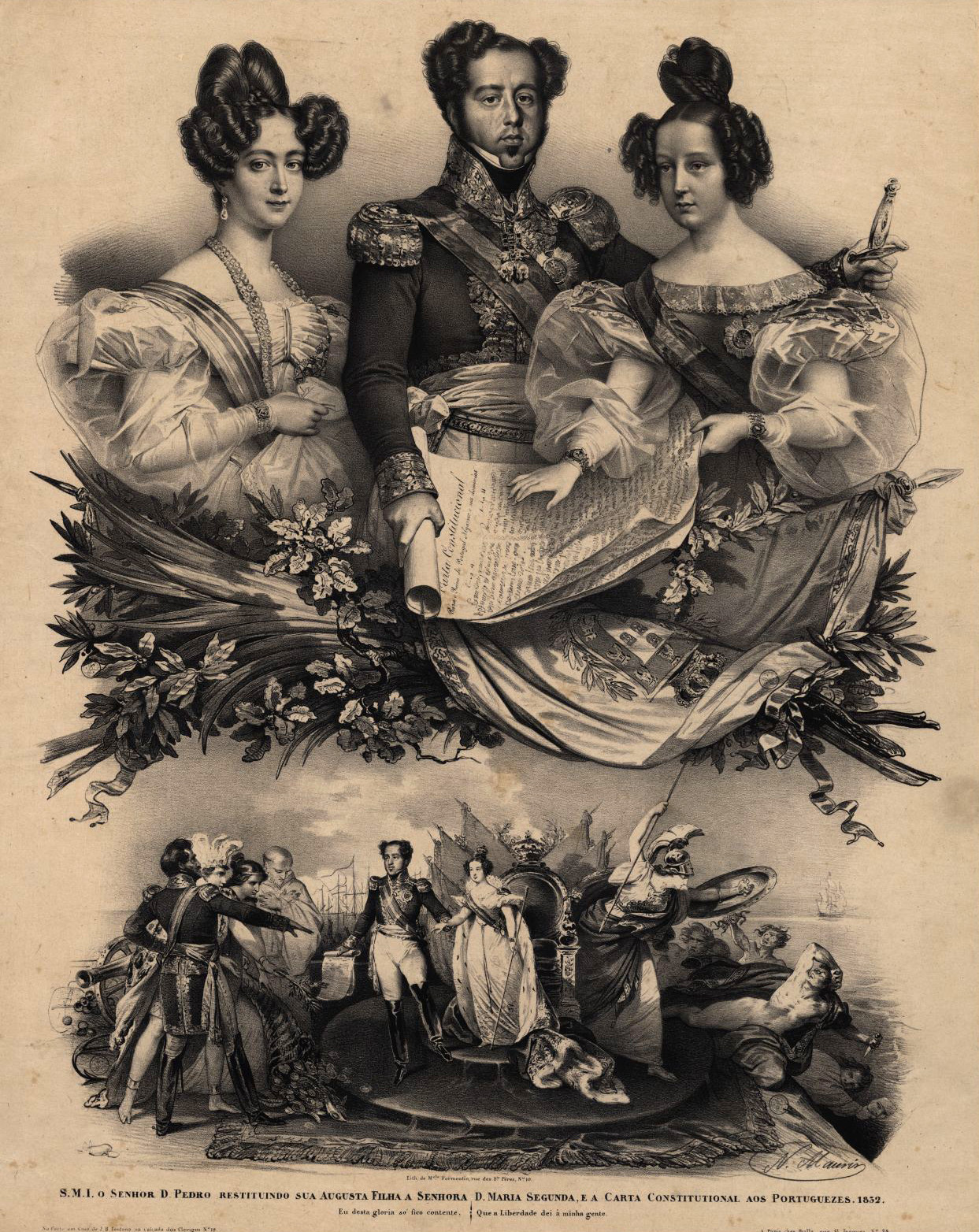
Charte constitutionnelle portugaise de 1826.

- 10 mars : le roi Jean VI de Portugal meurt sans laisser d’indication concernant sa succession. Le conseil de Régence choisit son fils aîné Pierre Ier du Brésil. Mais comme celui-ci ne peut pas régner à la fois sur le Brésil et le Portugal, il abdique le 12 juillet en faveur de sa fille Maria da Glória, âgée de sept ans, laquelle épouserait, le moment venu, son oncle Miguel[35]. Le 29 avril, Dom Pedro octroie une charte constitutionnelle au Portugal. Le 31 juillet, Miguel jure fidélité à cette charte, qui lui permettait d’exercer la régence auprès de la fiancée à partir de 1828[36] (voir Crise de succession portugaise et Guerre civile portugaise).

- 4 avril (23 mars du calendrier julien) : protocole russo-britannique de Saint-Pétersbourg proposant une médiation entre Turcs et Grecs. Le protocole prévoit une intervention britannique et russe en faveur des Grecs pour qu’ils accèdent à l’autonomie sous la suzeraineté du sultan[37]. Cette mesure provoque la colère de l’Autriche, fidèle aux principes de la Sainte-Alliance.

- 23 avril : après des mois de siège, les troupes de Méhémet Ali, commandées par Ibrahim Pacha prennent Missolonghi[33].

- 26 juillet : Cayenato Ripoll, un instituteur déiste est pendu à Valence par une junta de fé. C’est la dernière victime de l’Inquisition en Espagne[38].
- Juillet : début de l’épidémie de Groningue, fièvres intermittentes consécutives à l’inondation des marais par la rupture de digues en février 1825[39].

- 25 septembre : convention russo-turque d’Akkerman, concédée par le sultan échange de la neutralité du tsar en Grèce[40]. Liberté de navigation dans les Détroits, autonomie de la Serbie, de la Moldavie et de la Valachie. Elle garantit aux principautés danubiennes l’élection des Hospodars par les divans de boyards pour sept ans sous réserve d’approbation par le sultan et le tsar, elle promet l’élaboration d’un statut administratif, prévoit la renonciation par la Porte à son monopole commercial et la suspension du tribut pendant deux ans.

- 1er novembre : publication d’un manifeste conservateur contre le roi Ferdinand VII d'Espagne, jugé trop libéral par des nobles qui lui enjoignent d’abandonner la couronne au profit de Charles de Bourbon[41].
- 30 novembre-11 décembre : victoire des patriotes grecs sur les Ottomans à la bataille d'Arachova[42].

- Franz Anton Kollowrath est nommé au Conseil d’État en Autriche[43].

#### Empire russe
- 15 janvier (3 janvier du calendrier julien) : échec du soulèvement du régiment de Tchernihiv en Ukraine, par Sergey Muravyov-Apostol[44].
- 12 février (31 janvier du calendrier julien) : développement de la Chancellerie privée. Création de la IIe section chargée de la codification des lois (avec Speranski)[45].
- 24 avril (12 avril du calendrier julien) : dissolution de la Société biblique protestante de Russie[46].
- 7 juillet (25 juin du calendrier julien) : IIIe section, dirigée par Benckendorff (police politique et corps de gendarmes)[47]. Loi d’airain. Renforcement de la censure (assouplissements en 1828)[48]
- 23 juillet (11 juillet du calendrier julien) : procès des décembriste. Cinq condamnation à mort, dont Pavel Ivanovitch Pestel, Sergey Muravyov-Apostol et Kondrati Ryleïev, plus de cent déportations en Sibérie[49].

- 18 décembre : création du Comité secret du 6 décembre, présidé par Kotchoubeï pour réformer l’administration. Il siège sans résultats jusqu’en 1832[50].

- Multiplication des soulèvements paysans[48].
- Pour faire obstacle au libéralisme des étudiants de l’université de Cracovie, qui rêvent d’un « panpolonisme », les puissances protectrices de la République de Cracovie nomment un sénateur russe comme curateur[51].

- Joukovski devient précepteur du tsarévitch Alexandre[52] au début de l’année.

## Naissances en 1826
- 5 janvier : Alfred Vulpian, neurologue français († 18 mai 1887).
- 6 janvier : Ernest Godard, médecin et anthropologue français († 21 septembre 1862).
- 13 janvier : Cesare Mariani, peintre italien († 21 février 1901).
- 18 janvier : Joseph Trutch, homme politique canadien († 4 mars 1904).

- 2 février : François Auguste Ortmans, peintre paysagiste français († 24 novembre 1884).
- 7 février : Sylvain Salnave, président de la République d'Haïti († 15 janvier 1870).
- 24 février : Theo van Lynden van Sandenburg, homme politique néerlandais († 18 novembre 1885).
- ? février : Mohammad Charif Pacha, homme d'État égyptien d'origine turque († 19 avril 1887).

- 9 mars : Liautaud Ethéart, dramaturge, essayiste et homme politique haïtien († 21 novembre 1888).
- 13 mars : Novak Radonić, peintre et écrivain serbe († 11 juillet 1890).
- 17 mars :
  - Anna Gaynor, religieuse irlandaise († 5 mars 1899).
  - Alexander Morris, homme politique canadien († 28 octobre 1889).
- 23 mars : Léon Minkus, compositeur autrichien († 7 décembre 1917).

- 1er avril : Edward Askew Sothern, acteur anglais († 21 janvier 1881).
- 4 avril :
  - Constant Claes, peintre belge († 1905).
  - Zénobe Gramme, électricien belge († 20 janvier 1901).
- 6 avril : Gustave Moreau, peintre, graveur, dessinateur et sculpteur français († 18 avril 1898).
- 12 avril : Augustin Feyen-Perrin, peintre, graveur, illustrateur et photographe français († 14 octobre 1888).

- 2 mai : Eleuterio Pagliano, patriote et peintre italien († 5 janvier 1903).
- 4 mai :
  - Frederic Edwin Church, peintre paysagiste américain († 7 avril 1900).
  - Édouard Masson, homme d'affaires et homme politique canadien († 7 août 1875).
- 8 mai : Miguel Ângelo Lupi, peintre portugais († 26 février 1883).
- 10 mai : Henry Clifton Sorby, géologue et spécialiste en microscopie britannique († 9 mars 1908).
- 11 mai : Ludovic Piette, peintre français († 14 avril 1878).
- 20 mai : Félix-Auguste Clément, peintre français († 2 février 1888).
- 29 mai : Léon-Benoit-Charles Thomas, cardinal français, archevêque de Rouen († 9 décembre 1894).

- 21 juin : Hugo Stähle, compositeur allemand († 29 mars 1848).
- 27 juin : Ferdinand Heilbuth, peintre français d'origine allemande († 19 novembre 1889).
- 29 juin : Alexis-Joseph Mazerolle, peintre français († 29 mai 1889).
- ? juin : Antonino Bonaccorsi, peintre italien († 1897).

- 30 juillet : Achille Zo, peintre français († 2 mars 1901).

- 4 août : Domenico Morelli, peintre et personnalité politique italienne († 13 octobre 1901).
- 8 août : Charles Galibert, compositeur français († 7 août 1858).
- 14 août : Karl Roux, peintre allemand († 23 juin 1894).
- 21 août : Karl Gegenbaur, anatomiste allemand († 14 juin 1903).
- 24 août : Marcial del Adalid, compositeur espagnol († 16 octobre 1881).
- 26 août : Johan Fredrik Höckert, peintre suédois († 16 septembre 1866).
- 29 août : Émile Lévy, peintre et illustrateur français († 4 août 1890).
- 30 août : Benjamin Eugène Fichel, peintre français († 1er février 1895).

- 3 septembre : Alberto Pasini, peintre italien († 15 décembre 1899).
- 17 septembre : Bernhard Riemann, mathématicien allemand († 20 juillet 1866).
- 26 septembre : Henry Selwin-Ibbetson (1er baron Rookwood), homme politique britannique († 15 janvier 1902).

- 1er octobre : Karl von Piloty, peintre allemand († 21 juillet 1866).
- 9 octobre : Agathon Meurman, fennomane, journaliste et homme politique finlandais († 17 janvier 1909).
- 14 octobre : Georges Mathias, pianiste, pédagogue et compositeur français († 14 octobre 1910).
- 15 octobre : Giovanni Costa, peintre italien († 31 janvier 1903).
- 23 octobre : Amand Laroche, peintre français († 7 juillet 1903).

- 24 novembre : Carlo Collodi, écrivain italien, auteur de Pinocchio († 26 octobre 1890).
- 26 novembre : Alexandru Roman, homme politique, enseignant, académicien et journaliste hongrois d'origine roumaine († septembre 1897).

- 7 décembre : Emil Büchner, chef d'orchestre et compositeur allemand († 9 juin 1908).
- 8 décembre :
  - Silvestro Lega, peintre italien († 21 septembre 1895).
  - Friedrich Siemens (de), industriel allemand († 24 mai 1904).
- 9 décembre : Antoine Dessane, musicien et compositeur français († 8 juin 1873).
- 18 décembre : Meta Wellmer, écrivaine allemande († 1er août 1889).

- Date inconnue :
  - Kate Horn, actrice et directrice de théâtre canadienne († 10 septembre 1896).
  - Serafino De Tivoli, peintre italien du mouvement des Macchiaioli († 1892).

## Décès en 1826

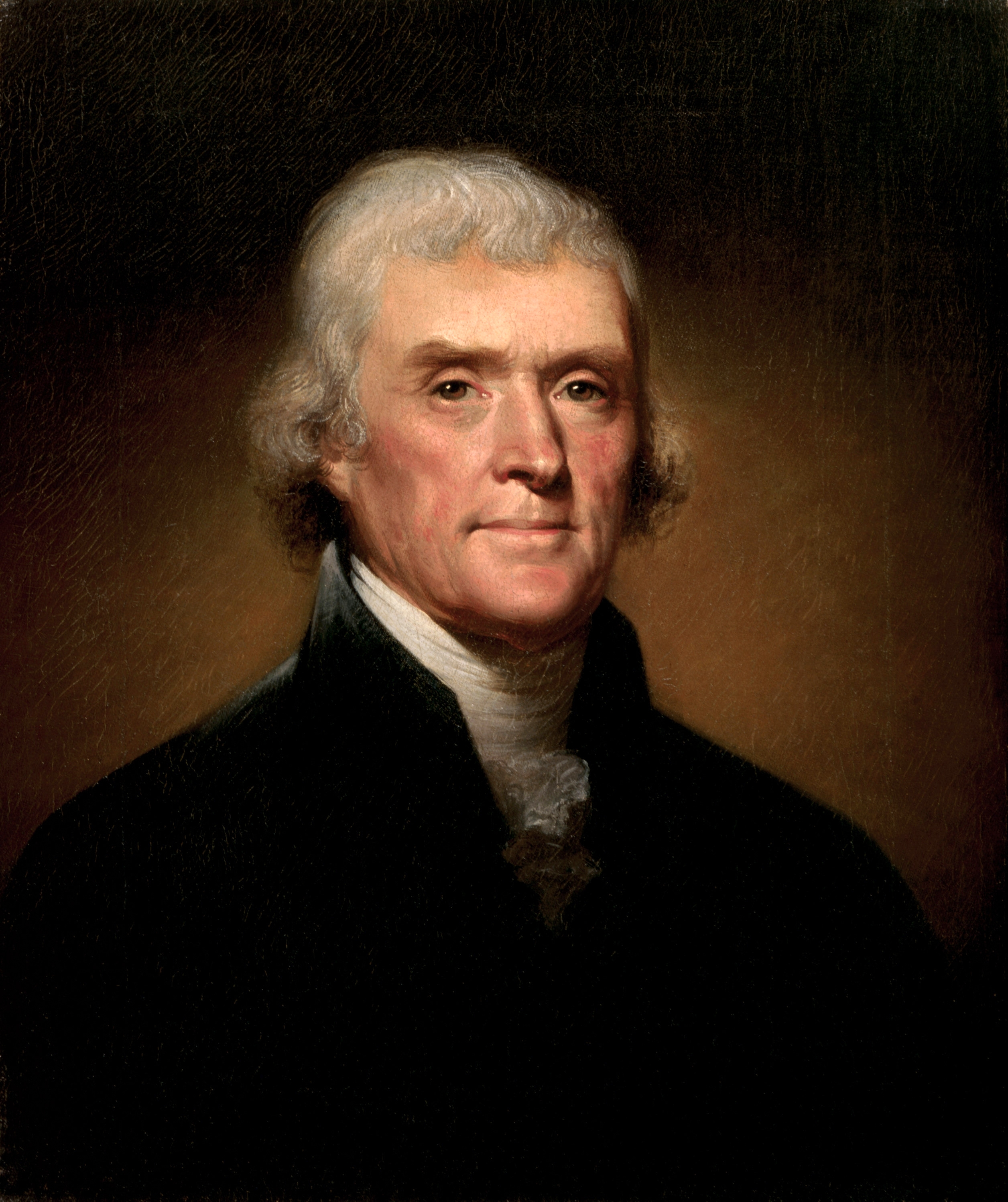
Thomas Jefferson

- 8 janvier : Gilles-Joseph-Evrard Ramoux, écrivain, botaniste et musicien belge (° 20 janvier 1750).
- 11 janvier : Charles Marie Le Clerc, marquis de Juigné, militaire et parlementaire français (° 10 mai 1764).
- 20 janvier : Stanisław Staszic, homme d'État, géologue, poète, écrivain et philosophe polonais (° 6 novembre 1755).

- 1er février : Jean Anthelme Brillat-Savarin, gastronome français (° 1er avril 1755).
- 13 février :
  - Joseph-Bernard Planté, notaire et homme politique canadien (° 19 décembre 1768).
  - Arsa Teodorović, peintre serbe (° vers 1768).

- 1er mars : Friedrich Weinbrenner, architecte allemand (° 24 novembre 1766).
- 5 mars : Charles Paul Landon, peintre et historien de l’art français (° 12 octobre 1761).

- 7 mai : Jean-Jacques Le Barbier, écrivain, illustrateur et peintre d’histoire français (° 29 novembre 1738).
- 15 mai : Johann Baptist von Spix, zoologiste et explorateur allemand (° 9 février 1781).

- 5 juin : Carl Maria von Weber, compositeur allemand (° 18 novembre 1786).
- 27 juin : Jean-Thomas Thibault, architecte et peintre français (° 20 novembre 1757).

- 4 juillet :
  - John Adams, deuxième Président des États-Unis (° 30 octobre 1735).
  - Thomas Jefferson, troisième Président des États-Unis (° 13 avril 1743).
- 18 juillet : Joseph Zayonchek, général de division polonais (° 1er novembre 1752).
- 22 juillet : Giuseppe Piazzi, astronome italien (° 16 juillet 1746).

- 13 août : René Laennec, médecin français, inventeur du stéthoscope (° 17 février 1781).
- 30 août : Bernhard Joachim von Bülow, diplomate allemand (° 8 juillet 1747).

- 17 septembre : Feliciano Antonio Chiclana, avocat, militaire et jurisconsulte espagnol puis argentin (° 9 juin 1761).

- 8 octobre :
  - Marie-Guillemine Benoist, peintre française (° 18 décembre 1768).
  - Thomas-Pierre-Joseph Taschereau, militaire et homme politique canadien (° 19 avril 1775).
- 19 octobre : François-Joseph Talma, acteur français (° 15 janvier 1763).

- 10 novembre : Jean Vignaud, peintre d’histoire et portraitiste français (° 1775).

- 1er décembre : Henri-Joseph Van Blarenberghe, peintre français (° 10 octobre 1741).
- 7 décembre : John Flaxman sculpteur, dessinateur et graveur britannique (° 6 juillet 1755).
- 14 décembre : Conrad Malte-Brun, géographe français d'origine danoise (° 12 août 1755).

- Date inconnue :
  - Jean-Louis Laneuville, peintre français (° 26 décembre 1756).
  - José Romero, matador espagnol (° 1er décembre 1745)[53].
  - Agostino Ugolini, peintre italien d'art sacré (° 1758).